# باتريك غوردون ووكر
باتريك غوردون ووكر (بالإنجليزية: Patrick Gordon Walker)‏ هو سياسي بريطاني (وحمل سابقاً جنسية المملكة المتحدة لبريطانيا العظمى وأيرلندا)، ولد في 7 أبريل 1907 في المملكة المتحدة، وتوفي في 2 ديسمبر 1980 في لندن في المملكة المتحدة. حزبياً، نشط في حزب العمال.

## مناصب
- في الانتخابات الفرعية في مجلس العموم البريطاني [الإنجليزية]‏، انتخب عضو برلمان المملكة المتحدة الـ38 عن دائرة Smethwick ‏ (1 أكتوبر 1945 – 3 فبراير 1950).
- في الانتخابات العامة في المملكة المتحدة 1950 [الإنجليزية]‏، انتخب عضو برلمان المملكة المتحدة الـ39 عن دائرة Smethwick ‏ (23 فبراير 1950 – 5 أكتوبر 1951).
- في الانتخابات العامة في المملكة المتحدة 1951 [الإنجليزية]‏، انتخب عضو برلمان المملكة المتحدة الـ40 عن دائرة Smethwick ‏ (25 أكتوبر 1951 – 6 مايو 1955).
- في الانتخابات العامة في المملكة المتحدة 1955 [الإنجليزية]‏، انتخب عضو البرلمان الحادي والأربعين للمملكة المتحدة ‏ عن دائرة Smethwick ‏ (26 مايو 1955 – 18 سبتمبر 1959).
- في الانتخابات العامة في المملكة المتحدة 1959 [الإنجليزية]‏، انتخب عضو البرلمان الثاني والأربعون للمملكة المتحدة ‏ عن دائرة Smethwick ‏ (8 أكتوبر 1959 – 25 سبتمبر 1964).
- في الانتخابات العامة في المملكة المتحدة 1966 [الإنجليزية]‏، انتخب عضو البرلمان الرابع والأربعون للمملكة المتحدة عن دائرة Leyton (UK Parliament constituency) [الإنجليزية]‏ (31 مارس 1966 – 29 مايو 1970).
- في الانتخابات العامة في المملكة المتحدة 1970، انتخب عضو البرلمان الخامس والأربعون للمملكة المتحدة عن دائرة Leyton (UK Parliament constituency) [الإنجليزية]‏ (18 يونيو 1970 – 8 فبراير 1974).
- انتخب عضو مجلس الشورى البريطاني.
- انتخب Under-Secretary of State for Commonwealth Relations [الإنجليزية]‏ (7 أكتوبر 1947 – 28 فبراير 1950).
- انتخب وزير ظل الدولة للداخلية [الإنجليزية]‏ (13 مايو 1957 – 12 مارس 1962).
- انتخب وزير ظل الدولة للخارجية [الإنجليزية]‏ (14 فبراير 1963 – 16 أكتوبر 1964).
- انتخب عضو في البرلمان الأوروبي.
- انتخب Secretary of State for Commonwealth Relations [الإنجليزية]‏ (28 فبراير 1950 – 26 أكتوبر 1951).
- انتخب وزير الدولة للشؤون الخارجية وشؤون الكومنولث [الإنجليزية]‏ (16 أكتوبر 1964 – 22 يناير 1965).
- انتخب وزير التعليم [الإنجليزية]‏ (29 أغسطس 1967 – 6 أبريل 1968).

## روابط خارجية
- باتريك غوردون ووكر على موقع الموسوعة البريطانية (الإنجليزية)
- باتريك غوردون ووكر على موقع مونزينجر (الألمانية)
- باتريك غوردون ووكر على موقع إن إن دي بي (الإنجليزية)